# Lamine Gassama
Lamine Gassama (Marselha, 20 de outubro de 1989) é um futebolista senegalês, nascido na França, que atua como lateral-direito. Atualmente está sem clube.

## Carreira
Lamine Gassama representou o elenco da Seleção Senegalesa de Futebol no Campeonato Africano das Nações de 2017.